# Rhyncogonini
Rhyncogonini es una tribu de insectos coleópteros curculiónidos pertenecientes a la subfamilia Entiminae.  

## Géneros
- Microgonus
- Psomeles
- Rhyncogonus